# Nakano Takeko
Ne doit pas être confondu avec Nakano Takeo.
Pour les articles homonymes, voir Nakano (homonymie).
Nakano Takeko est un nom japonais traditionnel ; le nom de famille (ou le nom d'école), Nakano, précède donc le prénom (ou le nom d'artiste).
Nakano Takeko (中野 竹子) (1847-10 octobre 1868) est une femme combattante du domaine d'Aizu, qui mourut à l'âge de 21 ans en participant à la guerre de Boshin.

## Biographie
Née à Edo en 1847,, Nakano Takeko est la fille de Nakano Heinai, fonctionnaire du domaine d'Aizu dans la province de Mutsu. Elle est formée à la calligraphie, la poésie et au combat — elle devient notamment experte dans le maniement des naginata, sorte de hallebarde traditionnelle japonaise — avant d'être adoptée par son professeur Akaoka Daisuke,. Après avoir travaillé aux côtés de son père adoptif en tant qu'instructeur d'arts martiaux durant les années 1860, Nakano entre à Aizu pour la première fois en 1868. Durant la bataille d'Aizu, qui oppose les partisans de la restauration de Meiji aux forces armées restées fidèles aux shogunat Tokugawa (dont le clan Aizu), elle combat avec un naginata et commande une unité entièrement composée de femmes qui participent à la bataille de façon indépendante — cette unité sera plus tard appelée l'« armée des femmes » — car le doyen des serviteurs d'Aizu ne les a pas autorisées à combattre officiellement dans l'armée du domaine,.
Alors qu'elle mène une charge contre les troupes de l'Armée impériale japonaise du domaine d'Ōgaki, elle reçoit une balle dans la poitrine. Plutôt que de laisser l'ennemi la capturer, elle demande à sa sœur, Yūko, de l'achever et de la décapiter,,. Son corps est amené au temple Hōkai (situé dans l'actuelle préfecture de Fukushima) et enterré sous un pin.

## Postérité

Représentation de Nakano Takeko et de son unité de femmes au festival d'automne d'Aizu en 2006.

Un monument à sa mémoire est plus tard érigé auprès de sa tombe. La ville d'Aizu et l'amiral Dewa Shigetō participèrent à sa construction. Durant le festival d'automne annuel d'Aizu, un groupe de jeunes filles portant des hakama (pantalons larges) et des bandeaux blancs prend part aux festivités pour commémorer les actions de Nakano et de son unité de femmes combattantes.